# Vågträsk
Vågträsk är ett naturreservat i Malå kommun i Västerbottens län.
Området är naturskyddat sedan 1997 och är 12 hektar stort. Reservatet ligger nordost om Västra-Järnmyrtjärnen och består av talldominerad skog.